# Nathaniel Muir
Nathaniel Muir (Salsburgh, 12 marzo 1958) è un ex mezzofondista britannico.

## Biografia
La sua miglior prestazione in carriera sulle 2 miglia (8'19"37, stabilita nel 1980) quando fu stabilita era il record nazionale scozzese under-23 su tale distanza (tuttora imbattuto). Il tempo di 13'17"9 sui 5000 m era a sua volta record scozzese under-23, anche se in seguito è stato battuto (è al momento il secondo miglior tempo).

## Palmarès
| Anno                                | Manifestazione          | Sede       | Evento         | Risultato | Prestazione | Note |
| ----------------------------------- | ----------------------- | ---------- | -------------- | --------- | ----------- | ---- |
| In rappresentanza della Regno Unito |                         |            |                |           |             |      |
| 1977                                | Europei juniores        | Donec'k    | 5000 m piani   | Oro       | 13'49"1     |      |
| In rappresentanza della Scozia      |                         |            |                |           |             |      |
| 1974                                | Mondiali di cross       | Monza      | Corsa U20      | 19º       | 22'11"      |      |
| 1974                                | Mondiali di cross       | Monza      | A squadre      | 4º        | 93 p.       |      |
| 1975                                | Mondiali di cross       | Rabat      | Corsa U20      | 12º       | 21'51"      |      |
| 1975                                | Mondiali di cross       | Rabat      | A squadre      | 5º        | 95 p.       |      |
| 1976                                | Mondiali di cross       | Chepstow   | Corsa U20      | Bronzo    | 24'17"      |      |
| 1977                                | Mondiali di cross       | Düsseldorf | Corsa U20      | 8º        | 21'51"      |      |
| 1977                                | Mondiali di cross       | Düsseldorf | A squadre      | 7º        | 136 p.      |      |
| 1978                                | Mondiali di cross       | Glasgow    | Corsa seniores | 7º        | 40'00"      |      |
| 1978                                | Giochi del Commonwealth | Edmonton   | 5000 m piani   | 6º        | 13'34"94    |      |
| 1979                                | Mondiali di cross       | Limerick   | Corsa seniores | 10º       | 38'01"      |      |
| 1981                                | Mondiali di cross       | Madrid     | Corsa seniores | 26º       | 35'50"      |      |
| 1983                                | Mondiali di cross       | Gateshead  | Corsa seniores | 11º       | 37'24"      |      |
| 1985                                | Mondiali di cross       | Lisbona    | Corsa seniores | 49º       | 34'48"      |      |
| 1986                                | Giochi del Commonwealth | Edimburgo  | 5000 m piani   | 8º        | 13'40"92    |      |
| 1987                                | Mondiali di cross       | Varsavia   | Corsa seniores | 40º       | 37'49"      |      |

## Campionati nazionali
1975
- Bronzo ai campionati britannici juniores di corsa campestre - 23'08"

1977
- 7º ai campionati britannici, 5000 m piani - 13'57"6
- Oro ai campionati britannici juniores di corsa campestre - 30'21"

1979
- Oro ai campionati scozzesi, 5000 m piani - 13'57"3
- Oro ai campionati scozzesi di corsa campestre - 39'32"

1980
- Oro ai campionati scozzesi di corsa campestre - 37'16"

1981
- Oro ai campionati scozzesi di corsa campestre - 38'11"

1982
- Oro ai campionati scozzesi, 5000 m piani - 13'42"7

1983
- Oro ai campionati britannici, 5000 m piani - 13'35"21
- Oro ai campionati scozzesi di corsa campestre - 40'42"

1984
- Oro ai campionati scozzesi, 5000 m piani - 14'05"24
- Oro ai campionati scozzesi di corsa campestre - 38'19"

1985
- Oro ai campionati scozzesi, 10000 m piani - 29'26"63
- Oro ai campionati scozzesi di corsa campestre - 37'58"

1986
- 10º ai campionati britannici, 10000 m piani - 28'39"69
- Oro ai campionati scozzesi, 5000 m piani - 14'06"44
- Oro ai campionati scozzesi di corsa campestre - 37'03"

1987
- Oro ai campionati scozzesi di corsa campestre - 39'23"

## Altre competizioni internazionali[2]
1978
- Oro alla San Silvestre Vallecana ( Madrid) - 29'47"

1979
- Argento alla San Silvestre Vallecana ( Madrid) - 30'18"

1980
- Oro ai Bislett Games ( Oslo), 5000 m piani - 13'17"9
- 10º alla Weltklasse Zürich ( Zurigo), 5000 m piani - 13'30"82
- Oro al Cross Internacional de San Sebastián ( San Sebastián) - 31'06"

1981
- Oro al Memorial Van Damme ( Bruxelles), 5000 m piani - 13'34"22
- 5º alla San Silvestre Vallecana ( Madrid) - 30'47"

1985
- 4º ai Bislett Games ( Oslo), 5000 m piani - 13'18"47
- Oro alla CrossCup de Hannut ( Hannut)